# Trochocyathus cooperi
Trochocyathus cooperi är en korallart som först beskrevs av Gardiner 1905.  Trochocyathus cooperi ingår i släktet Trochocyathus och familjen Caryophylliidae. Inga underarter finns listade i Catalogue of Life.